# Masoví vrazi, Hannibal Lecter – skutečné příběhy
Masoví vrazi, Hannibal Lecter – skutečné příběhy (anglicky Serial Killers: The Real Life Hannibal Lecters) je kanadsko-americký dokumentární film z roku 2001 režiséra Seana Buckleyho. Zabývá se motivy jednání sériových vrahů-kanibalů a jejich porovnáním s fiktivním filmovým kanibalem Hannibalem Lecterem.
Ve filmu je věnován prostor celkem pěti masovým vrahům, jsou to: John Wayne Gacy (přezdívaný „Klaun zabiják“), Jeffrey Dahmer („Zrůda z Milwaukee“), Ted Bundy, Andrej Čikatilo („Rudá jizva“) a Albert Fish („Šedý muž“, „Vlkodlak z Wysterie“). Mimo ně jsou zde ještě ukázány fotografie Charlese Mansona, Edwarda Geina a Richarda Ramireze.

## Obsah
Kriminalista Jack Levin ve snímku vysvětluje pohnutky masových vrahů, jejich přeměnu ve vraždící monstra, která navenek vypadají naprosto obyčejně a zcela nenápadně. Společným prvkem bývá narušené dětství, fyzické a (nebo) psychické týrání, izolovanost. Bývají vychováváni v rozvrácených rodinách, kde se vyskytují psychické poruchy nebo alkoholismus.
Lidé mají často zafixováno, že sérioví vrazi musí být něčím navenek nápadní, ale opak je pravdou. 
Ve filmu jsou jmenovány hororové filmy Noc oživlých mrtvol (anglicky Night of the Living Dead), Texaský masakr motorovou pilou (anglicky The Texas Chain Saw Massacre) a Mlčení jehňátek (anglicky The Silence of the Lambs), v posledním zmíněném filmu je protagonistou vysoce inteligentní fiktivní vrah Hannibal Lecter. Ten je ve snímku poněkud zidealizován, ač kanibal, má jistou eleganci a protiví se mu hulvátství. To jej činí ještě děsivějším a jen utvrzuje mýtus, že masoví vrahové jsou nadprůměrně inteligentní. Pracovník FBI Robert K. Ressler hovoří o tom, že neví o žádném sériovém vrahovi, jenž by měl tak vysoké společenské postavení.
Jack Levin vysvětluje stupňující se agresivitu a sadismus vůči obětem touhou drtivé většiny vrahů po zmocnění se oběti a jejím naprostém ovládnutí. Po vraždě a nekrofilii je dalším stupněm kanibalismus. Ten se dosud vyskytuje i u některých primitivních kmenů, které jej praktikují i přímo jako akt agrese, např. jako součást válečného tažení proti nepříteli. Agresivita je součástí každého jedince a v ní dřímají i pudy, které nemají s civilizovaným chováním nic společného.
V dokumentu vypovídají o svých pocitech i příbuzní jedné z obětí Jeffreyho Dahmera – Eddieho Smitha. Od vyšetřovatelů se těsně před soudem dozvěděli, že vrah Eddiemu uřízl hlavu a dal ji do skříně. Po třech dnech se rozhodl ji upéct v troubě. Dahmer byl netypickým sériovým vrahem. Jako jeden z mála sériových vrahů projevil lítost nad svými činy, veřejně se omluvil a policii poskytl podrobný popis všech svých hrůzných činů. Vyšetřovatelé nedokázali přijít pouze na jedinou věc, co se s ním dělo těsně před vraždami. Samotný Dahmer tvrdil, že si na to nevzpomíná a žádní svědkové (až na jednoho – toho posledního, díky němuž byl odhalen) nepřežili. Policisté se domnívali, že prožíval nějaký druh transu. Dahmer byl zavražděn spoluvězněm během výkonu trestu.
Sériová vražda je podle Jacka Levina vzácný fenomén. Vzhledem k tomu, že je studován teprve od 90. let 20. století, je také obestřen rouškou mysteriózna a zároveň fascinace. Masoví vrahové se zdají být neskuteční, nicméně chodí nenápadně po ulicích a pohybují se ve společnosti. Robert K. Ressler konstatuje, že vraha nepoznáte, dokud se s ním nesetkáte. V tom případě je to jako osud, jako smrtelná automobilová nehoda. Je to váš konec.

## Herecké obsazení
| Richard Morgan        | vypravěč             |
| Melanie Porter        | oběť #1              |
| Jennifer Franks       | oběť #2              |
| Derek Baker           | oběť #3              |
| Deane Hughes          | masový vrah          |
| Phil Morrison         | Hannibal Lecter      |
| O. Stewart Montgomery | Albert Fish          |
| Barbara Eves          | Delia Budd           |
| Gerald Higgins        | Andrej Čikatilo      |
| John Romone           | vězeň, Dahmerův vrah |

## Citáty
| „                         | V každém z nás je nějaká agresivita, je to základní součást lidské povahy a do této míry jsme všichni potenciální kanibalové. | “ |
| — kriminalista Jack Levin | |   |